# Live à Bercy
Live à Bercy var en konsert med Mylène Farmer på Palais Omnisports de Paris-Bercy i Paris, Frankrike den 21 maj 1997.
Konserten finns utgiven på både CD och DVD.

## Låtlista

### CD 1
1. Ouverture
2. Vertige
3. California
4. Que Mon Coeur Lache
5. Et Tournoie
6. Je T'aime Melancolie
7. L'autre
8. Libertine
9. L'instant X
10. Alice

### CD 2
1. Comme J'ai Mal
2. Sans Contrefacon
3. Mylene S'en Fout
4. Désenchantée
5. Rêver
6. Laisse Le Vent Emporter Tout
7. Tomber 7 Fois
8. Ainsi Soit Je
9. La Poupée Qui Fait Non
10. XXL